# Anta von Pavia

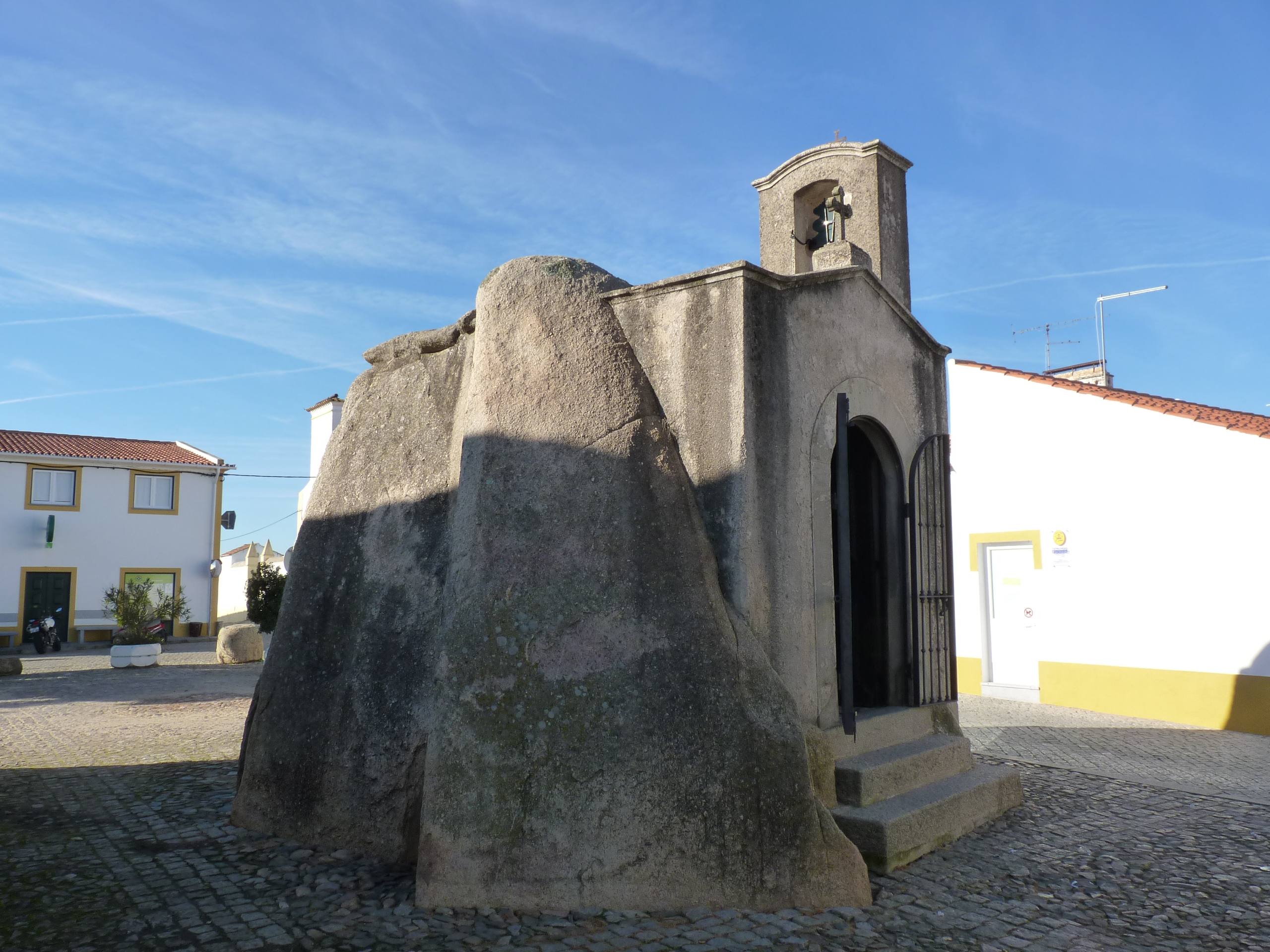
Anta von Pavia

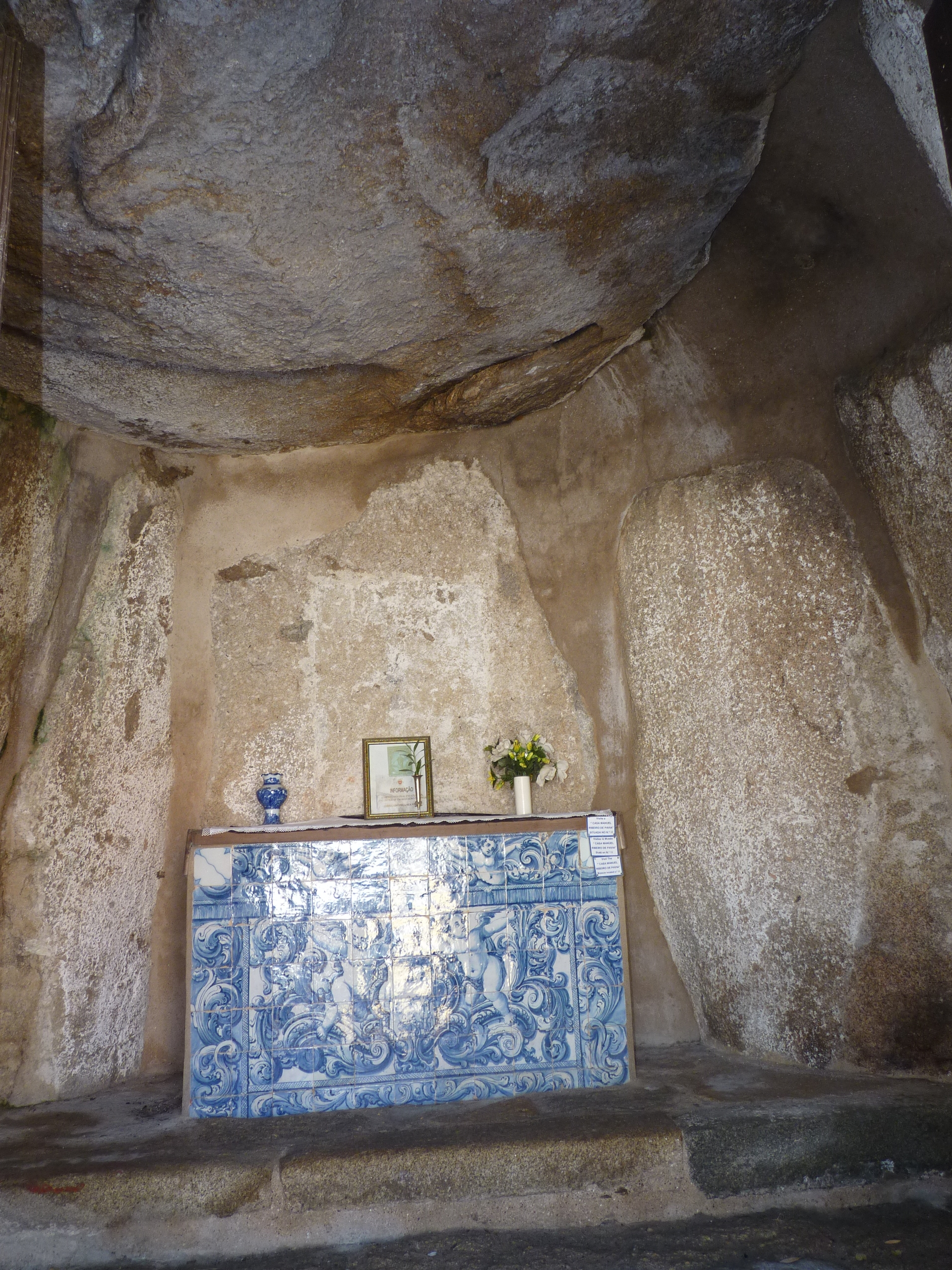
Altar in der Anta

Die Anta von Pavia ist eine Megalithanlage im portugiesischen Dorf Pavia in Mora im Distrikt Évora im Alentejo. Das im historischen Ortskern gelegene Monument gilt als eine der wichtigen Antas des Landes und ist seit 1910 als Monumento Nacional ausgewiesen. Die Anta wurde christianisiert und zur Kapelle São Dionisio (oder São Dinis) umgebaut. Anta oder Dolmen ist die portugiesische Bezeichnung für etwa 5000 Megalithanlagen, die während des Neolithikums im Westen der Iberischen Halbinsel von den Nachfolgern der Cardial- oder Impressokultur errichtet wurden.
Ihre ovale Kammer hat einen maximalen Außendurchmesser von 4,3 m und eine Höhe von 3,3 m. Der einzige Deckstein misst 3,0 × 2,6 m. Die Anta wurde zwischen dem 4. und 3. Jahrtausend v. Chr. errichtet und im 17. Jahrhundert in eine Kapelle umgewandelt. Die Umgestaltung der Anta von Pavia hatte zur Folge, dass die Anta-Kapelle von São Brissos in Montemor-o-Novo entstand. Die Anta von Pavia ist der größte Umbau einer Megalithanlage auf der Iberischen Halbinsel.
1914–15 war die Anta Gegenstand archäologischer Ausgrabungen unter der Leitung von Virgílio Correia. Es wurde festgestellt, dass die Kammer durch senkrechte Platten in Quartiere unterteilt war. In einem fand sich ein verziertes Schieferplattenidol. Des Weiteren wurden zerscherbte Gefäße, Steinbeile und unverzierte Schieferplatten gefunden.